# Els Plans de Sió
Els Plans de Sió est une municipalité de la province espagnole de Lérida, dans le nord du comté catalan de Segarra.